# Antonio Borme
Antonio Borme (Trieste, 20 gennaio 1921 – Rovigno, 6 agosto 1992) è stato un insegnante italiano della Comunità Nazionale Italiana in Jugoslavia.
Fu uno dei più illustri personaggi pubblici della minoranza italiana in Jugoslavia, considerato figura cardine dell’identità della Comunità Nazionale Italiana sul territorio d’insediamento storico.

## Biografia
Laureatosi all'Università di Padova nel 1943, nel 1945 divenne preside del ginnasio in lingua italiana di Rovigno, carica che mantenne fino al pensionamento nel 1978. Sempre nel 1945 fu assessore all'istruzione e alla cultura del Comitato popolare di Liberazione di Rovigno. 
Dal 1946 al 1952 fu Ispettore per le scuole italiane nella Zona B del Territorio Libero di Trieste. 
Nel 1948 venne eletto nell'Unione degli Italiani dell'Istria e di Fiume (UIIF), della cui Commissione scolastica divenne presidente nel 1952. Nel 1953 divenne Presidente della stessa UIIF fino al 1974, quando - a causa della sua politica in difesa dell'autonomia dell'istituzione e di salvaguardia della minoranza italiana - venne sostituito nella dirigenza (ed espulso dalla Lega dei comunisti).
Nel 1961 diede vita alla sezione di italianistica alla Facoltà di Pedagogia a Pola, nella quale insegnò fino al 1982.
Nal 1988 ritornò alla vita sociale e politica pubblica della comunità nazionale italiana, contribuendo alla trasformazione dell'UIIF in Unione Italiana (UI), di cui nel 1991 fu il primo presidente.

## Opere
- Antonio Borme e Antonio Pellizzer (a cura di), Ottocento : antologia dei classici italiani ad uso dei ginnasi, Fiume, Edit, 1960.
- Grammatica della lingua italiana ad uso delle scuole elementari, Fiume, Edit, 1960.
- Antonio Borme e Antonio Pellizzer (a cura di), Novecento : antologia dei classici italiani ad uso dei ginnasi, Fiume, Edit, 1961.
- La scuola elementare : struttura educativo-istruttiva, Fiume, Edit, 1962.
- La posizione del gruppo etnico italiano della Jugoslavia, 1965.
- Problemi attuali del gruppo etnico italiano in Jugoslavia, 1967.
- Grammatica della lingua italiana, Fiume, Edit, 1986.
- (HR, IT, SL) Naši španjolski dobrovoljci = I nostri volontari di Spagna = Naši španski prostovoljci, Fiume - Rovigno, Centar za historiju radničkog pokreta i NOR-a Istre, Hrvatskog primorja i Gorskog kotara - Centro di ricerche storiche, 1988.
- La minoranza italiana in Istria e a Fiume : scritti e interventi dal 1964 al 1990 in difesa della sua identità e della sua dignità civile, Fiume - Trieste, Unione Italiana - Università Popolare di Trieste, 1992.
- Ezio Giuricin (a cura di), Nuovi contributi sulla comunità italiana in Istria e a Fiume (1967-1990), Fiume - Trieste, Unione Italiana - Università Popolare di Trieste, 1995.